# Haus Gospertstraße 52

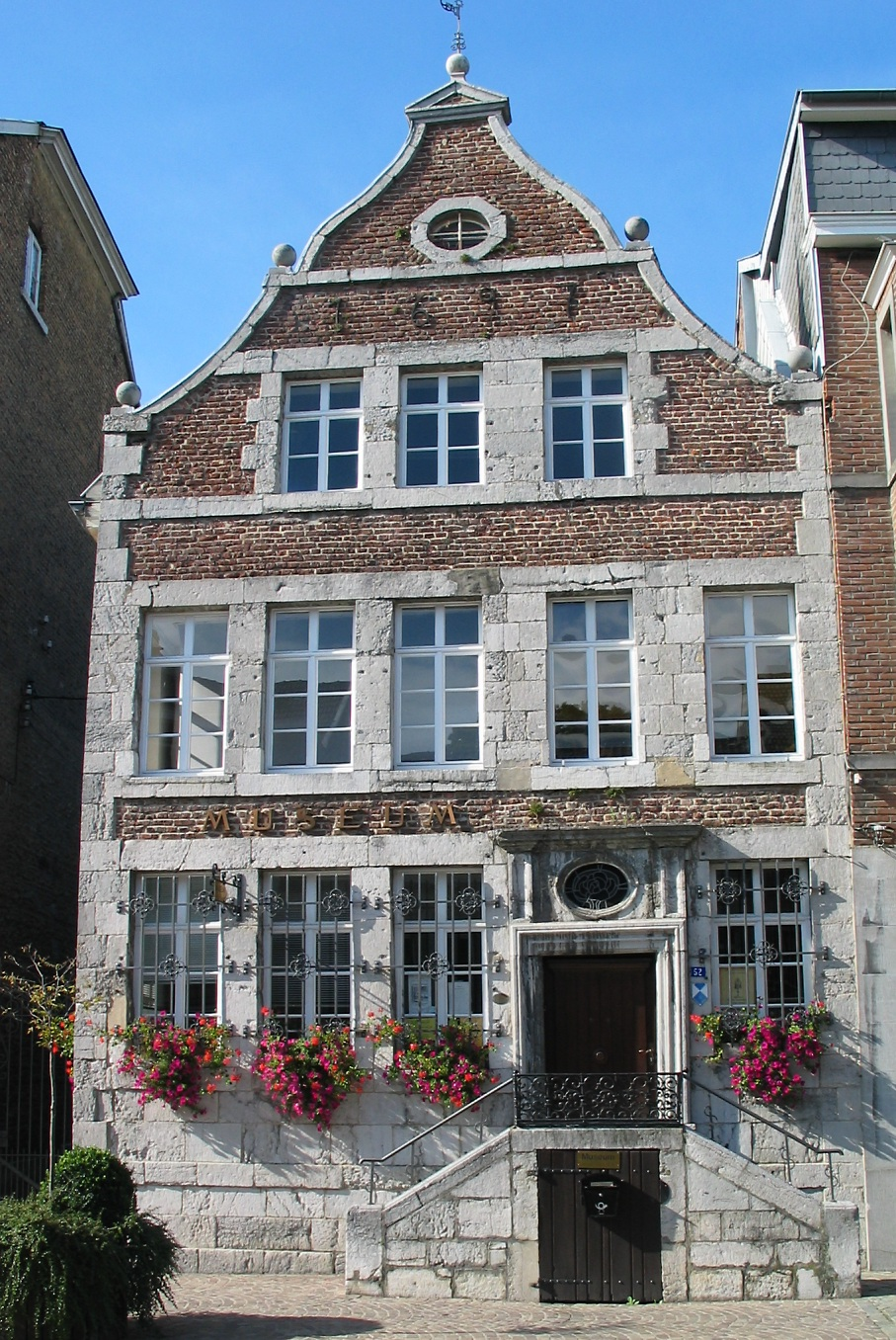
Straßenfassade des Hauses Gospertstraße 52

Das Haus Gospertstraße 52, im Volksmund auch Haus de Ru’s (Haus zur Rose) genannt, ist ein ehemaliges Bürgerhaus in der belgischen Stadt Eupen. Das Gebäude im Stil der maasländischen Renaissance ist seit dem 25. März 1983 als Kulturdenkmal geschützt. Am 19. Juli 2013 wurde der Erlass von 1983 dahingehend abgeändert, dass das Haus mit allen umgebenden Gebäuden und Rückgebäuden in einen Denkmal-„Schutzbereich“ aufgenommen wurde.
Seit 1980 ist dort das Stadtmuseum Eupen untergebracht, das im Januar 2019 nach achtjähriger Schließungszeit und baulicher Erweiterung wiedereröffnet wurde.

## Geschichte

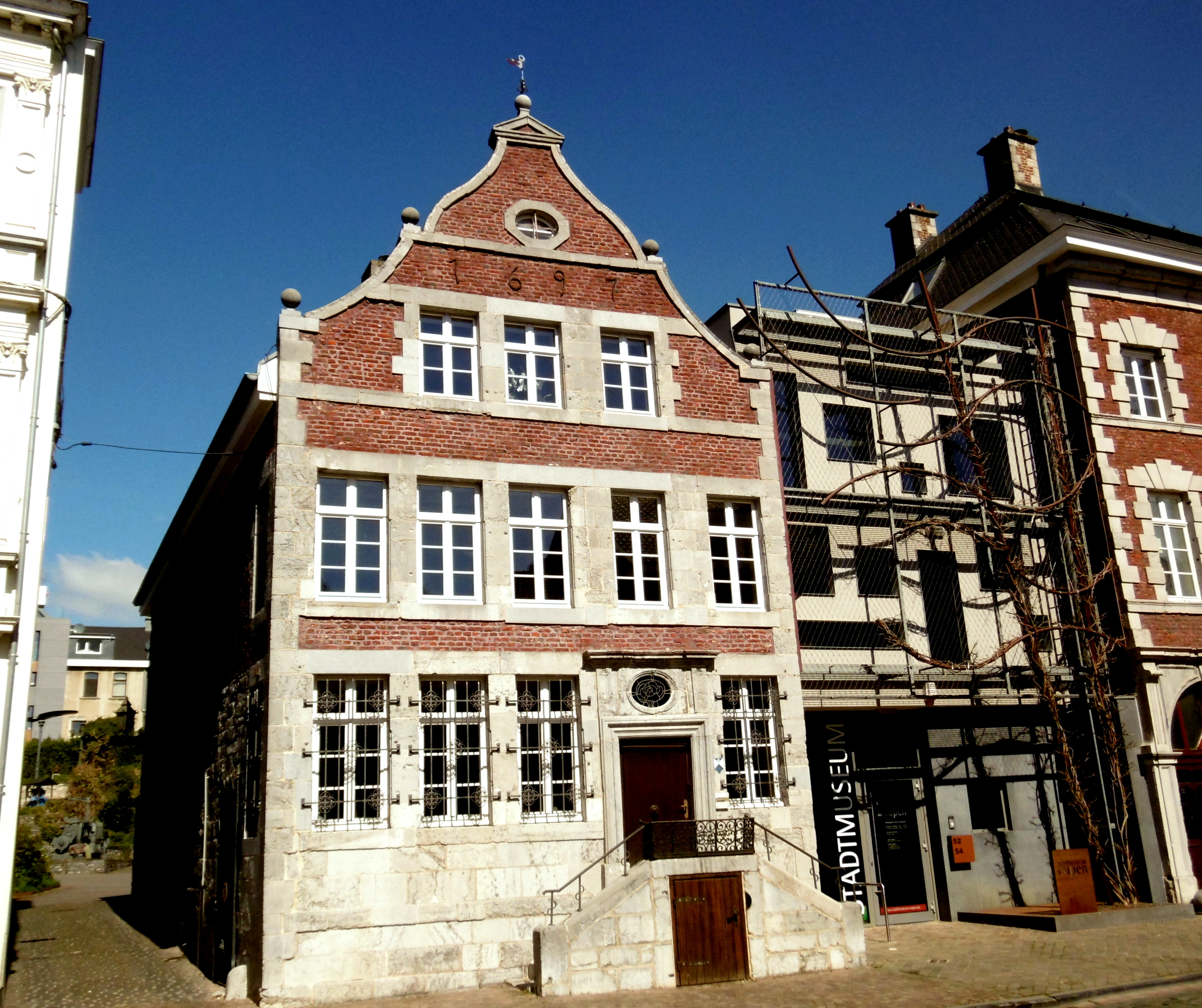
Das Stadtmuseum Eupen, Gospertstrasse 52 und 54 (April 2022)

Das Stadthaus ist ein Zeugnis der Eupener Tuchmanufaktur im 17. und 18. Jahrhundert und wurde etwa 1570 als Fachwerkhaus am ehemaligen Stadtbach errichtet, der für das Tuchmachergewerbe das benötigte Wasser lieferte. Im Jahr 1697 ließ es der Kaufmann Nikolaus Pelzer (* 1667) aus Burtscheid bei Aachen umbauen, Sohn des in Aachen tätigen Bankiers Heinrich Pelzer (1616–1691), dessen Vorfahren aus Eupen stammten. Die Giebelfassade kann durch ihre Ankereisen auf dieses Jahr datiert werden. Die benachbarten Gebäude wurden in den folgenden Jahrzehnten durch großzügig gestaltete Bauwerke des Barocks oder Klassizismus ersetzt. Gospertstraße 52 ist zudem das Geburtshaus des 1878 geborenen Dichters und Industriellen Wilhelm Alfred Imperatori.
Nach der Übernahme des Hauses durch die Stadt Eupen wurde 1980 dort das Stadtmuseum untergebracht. Nach der Grundsteinlegung zu einem neuen Museum am 16. September 2011 wurde das Gebäude einer grundlegenden Restaurierung und Sanierung unterzogen. Ein moderner Erweiterungsbau ergänzt das Museum nach Abriss des Hauses Gospertstraße 54 und bildet einen Gegenentwurf zu den Baudenkmalen der Häuser Gospertstraße 52 und 56. Massive Statikprobleme hatten die Umbaumaßnahmen statt der ursprünglich geplanten Bauzeit von zwei Jahren auf fast sieben Jahre anwachsen und die Gesamtkosten des Projekts auf etwa 1,7 Millionen Euro steigen lassen.

## Beschreibung
Die Vorderfassade des Hauses ist in Ziegelmauerwerk ausgeführt und umfangreich mit Blaustein gegliedert. Das Parterre erhebt sich leicht erhöht über einem Blausteinsockel. Die zweiläufige Vortreppe hat sich nach oben verengende Stufen. Unter der Treppe befindet sich der Kellereingang. Die Balustrade ist in Schmiedeeisen ausgeführt und hat gegenüber der Tür eine Sitzbank. Die einfach, aber qualitätvoll gestaltete Eingangstür hat ein aufwändig in Blaustein ausgeführtes Portal mit fein profiliertem Rahmen. Das breite Ochsenauge zeigt ein von André Blank gestaltetes Glasfenster von 1980 mit der namensgebenden Rose.
Die zweieinhalb Geschosse haben fünf Fensterachsen. Die Eckquader der Fassade sind in Zahnschnittfolge angelegt. Die Fenster sind fünffach und im Dachgeschoss mit Einfassung in Zahnschnittfolge dreifach gekuppelt. Die Sohlbänke und Stürze sind durchgehende Bänder. Fensterläden sind nicht mehr vorhanden. Der Giebel ist barock geschwungen und trägt fünf Blausteinkugeln. Die letzte trägt über einem flachen Dreiecksgiebel eine schmiedeeiserne Wetterfahne. Darunter befindet sich ein weiteres Ochsenauge. Die Ankereisen sind in Form der Jahreszahl 1697 gestaltet.
Die Seitenfassade ist in behauenem Bruchstein und die oberen Etagen in Ziegelmauerwerk ausgeführt. In die Mauer ist ein reich verziertes Grabkreuz aus Blaustein eingelassen, das zu Ehren des am 5. April 1634 verstorbenen Hermannes Bredenych gefertigt worden ist. Die Rückseite des Hauses aus Fachwerk und Ziegel wurde verändert, ehemalige Fenster- oder Türöffnungen sind vermauert. In einem neuen Anbau fand ein schön gearbeiteter, gerader Türsturz, der mit 1736 datiert ist, eine Zweitverwendung.
Entlang der Seitenfassade verläuft die Zufahrt zum Innenhof, von dem aus eine fußläufige Verbindung zum oberen Garten und damit zum Haus Gospertstraße 42, dem Sitz des Ministerpräsidenten der Deutschsprachigen Gemeinschaft verläuft.

Details
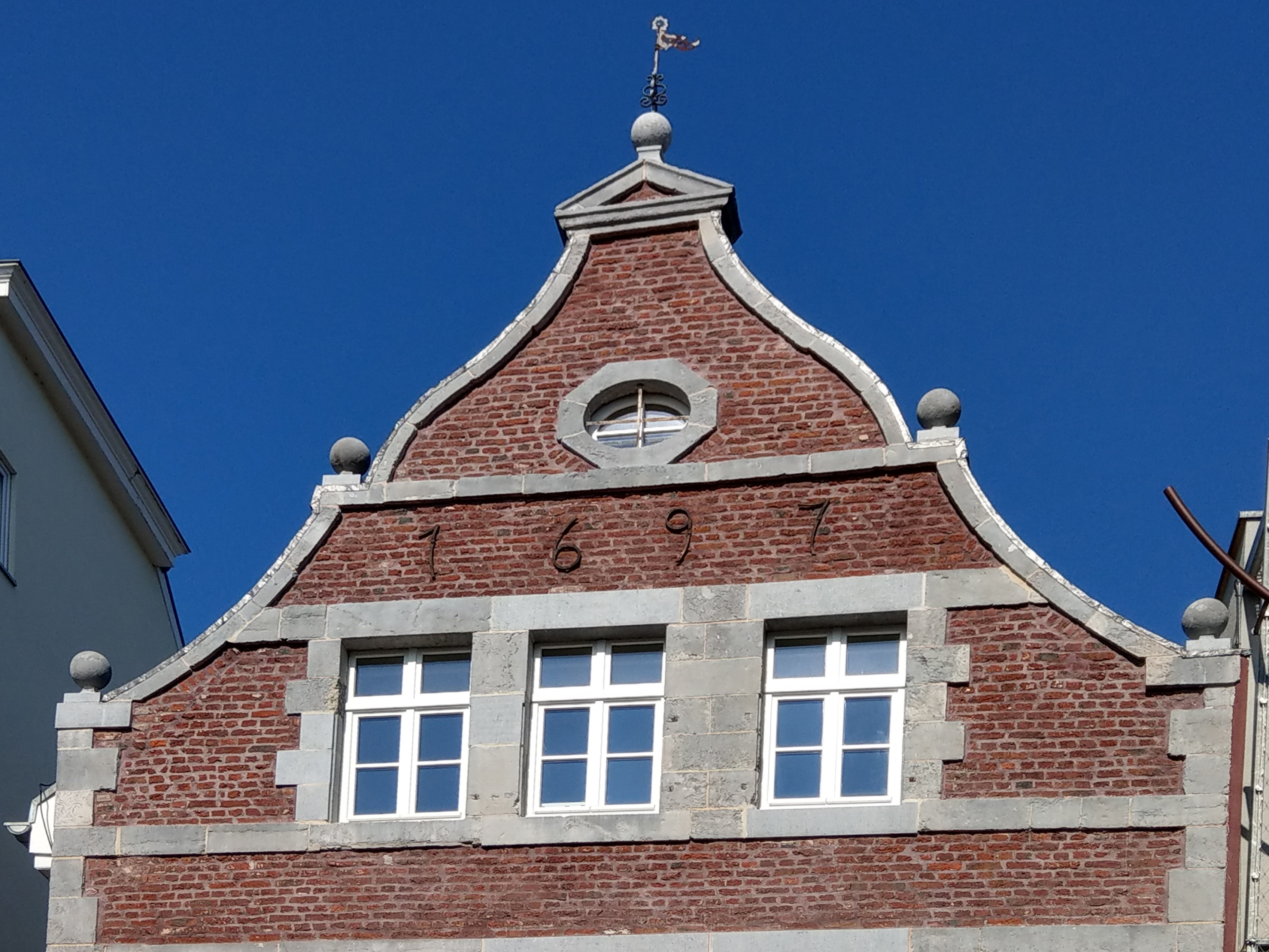
Giebel der Straßenansicht
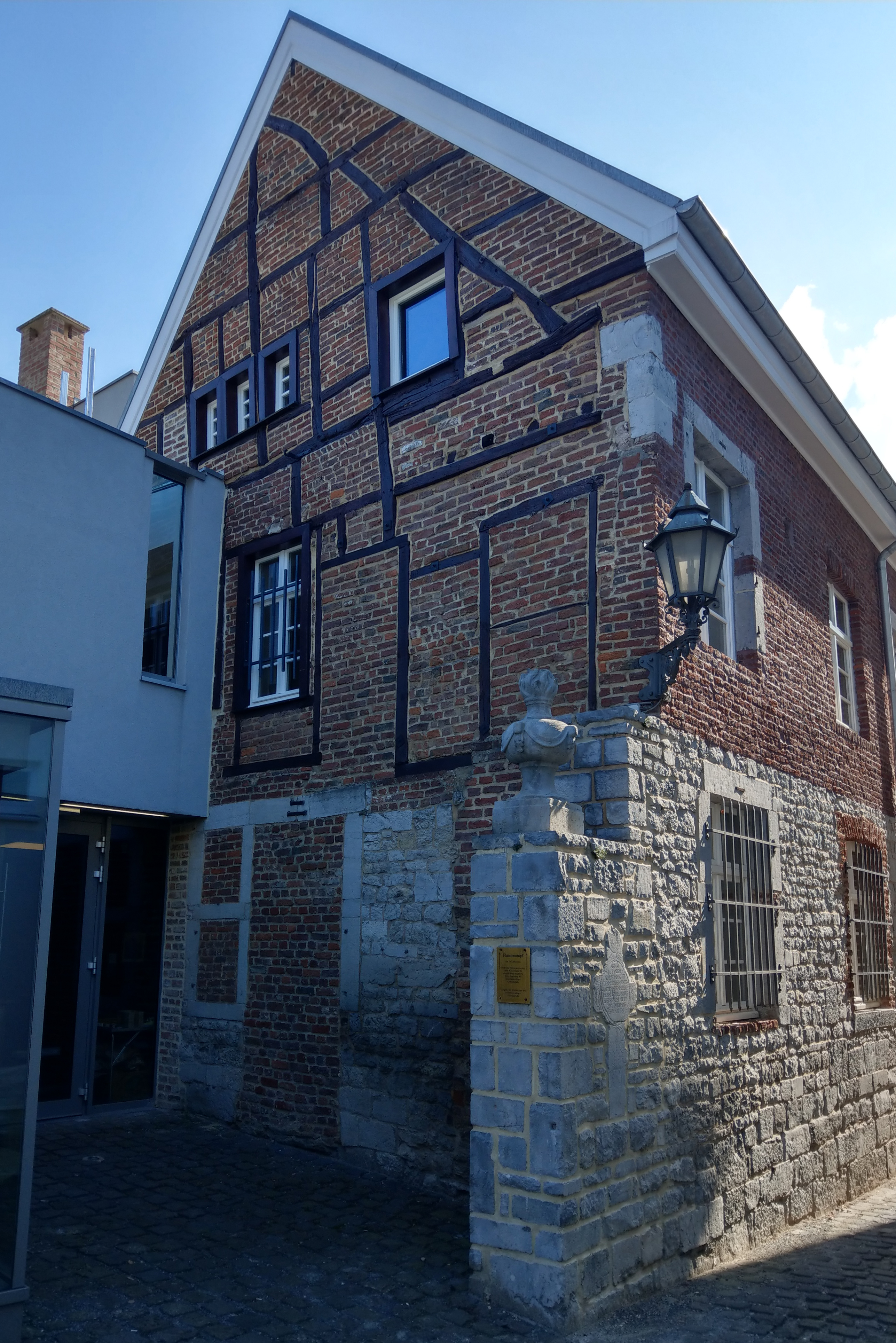
Rückgiebel
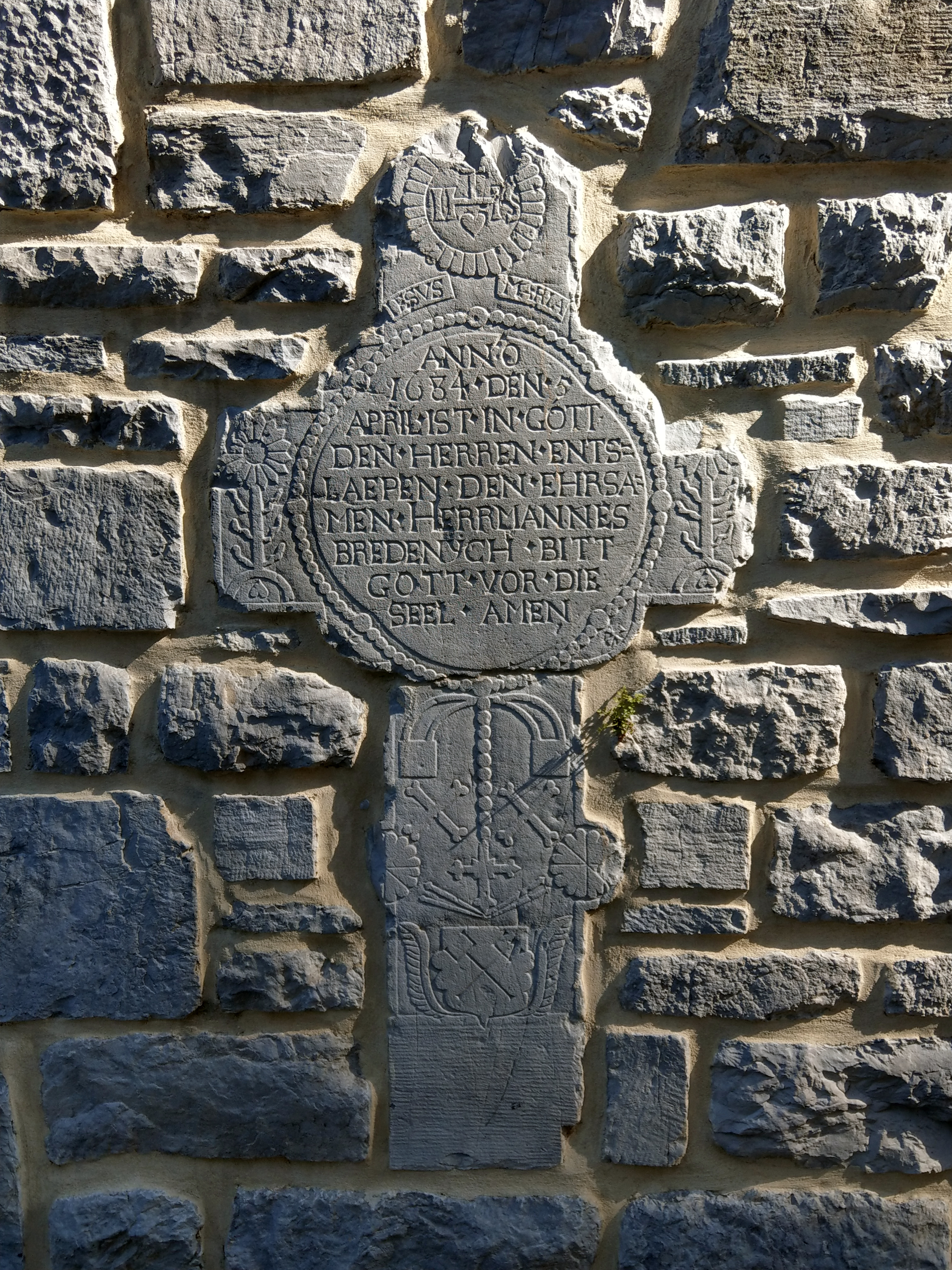
Kreuz von 1634
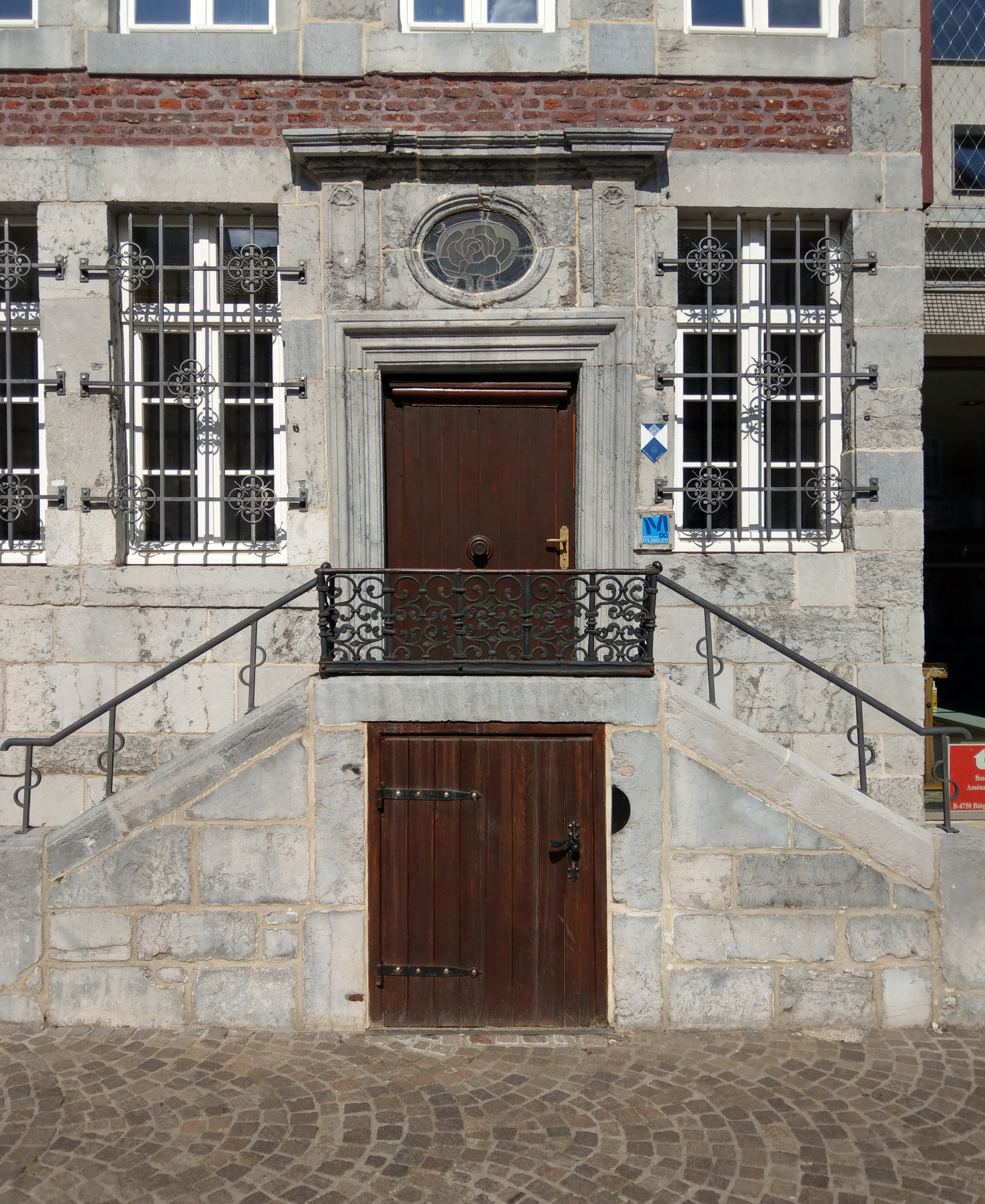
Vortreppe